# Enock Sabumukama
Enock Sabumukama (4 settembre 1994) è un calciatore burundese, centrocampista del Bumamuru.

## Caratteristiche tecniche
È un trequartista.

## Carriera

### Nazionale
Ha esordito con la Nazionale burundese il 15 luglio 2014 disputando l'amichevole pareggiata 0-0 contro il Kenya.
È stato convocato per disputare la Coppa d'Africa 2019.